# Atlas (Borges)
Atlas es un libro de viajes con textos del escritor argentino Jorge Luis Borges y fotografías y notas de su esposa María Kodama. Fue publicado por primera vez por Emecé, en 1984.

## La obra
Atlas se compone de textos escritos por Borges y en los que su ceguera lo lleva al recuerdo de los sitios en los que estuvo en el pasado y pudo ver entonces, y, sobre todo, al recuerdo de los autores y libros que leyó y que se relacionan con el lugar donde se encuentra. Borges como viajero habla más de otros que estuvieron en el mismo sitio que sobre sus impresiones.
Sobre los viajes que hicieron juntos a distintos países, María Kodama dio una síntesis al decir: “Desde finales de los 60 empezamos a viajar juntos. Yo tenía que describirle el mundo”.